# Прича о играчкама
Прича о играчкама (енгл. Toy Story) је амерички компјутерски-анимирани филм студија Пиксар.
Радња филма прати групу човеколиких играчака које се претварају да су беживотне кад год су људи у близини и фокусира се на ривалство између каубоја Вудија (Том Хенкс) и астронаута База Светлосног (Тим Ален).
Прича о играчкама био је први дугометражни филм у потпуности креиран помоћу компјутерске анимације, и уједно први дугометражни филм студија Пиксар. 
Био је други најпрофитабилнији филм 1995. године и наишао је на позитиван пријем код критичара који су у истој мери хвалили иновативан начин анимације и духовит сценарио. Многи критичари сматрају га једним од најбољих анимираних филмова свих времена.
Захваљујући огромном успеху "Прича о играчкама" прерасла је у серијал, чији су други, трећи и четврти део наишли на позитиван пријем код публике и критичара. Популарност ове франшизе такође је довела до снимања спин-офова, креирања видео игара, производње играчака по ликовима из филмова, као и отварања тематских паркова у Дизниленду.
Постоје две синхронизације на српски језик. Телевизијска синхронизација из 2009. за РТС 1 и званична, за биоскопску дистрибуцију из 2010. Обе је радио студио Лаудворкс. У телевизијској песме нису синхронизоване, док у званичној јесу. Прича о играчкама је први Дизнијев филм који је званично синхронизован на српски језик.

## Радња
У свету у коме су играчке жива бића, али се претварају да су беживотне када су људи присутни, група играчака, у власништву дечака по имену Енди Дејвис, открива да је Ендијева рођенданска журка одложена недељу дана раније због селидбе Ендијеве породице, коју поред њега чине његова мајка и сестра. Ендијеве играчке - укључујући пастирку Бо Пип, господина Кромпироглавог, диносауруса Рекса, свињу Хема и пса Слинкија - страхују да ће након рођендана бити замењени новим играчкама. Шериф Вуди - вођа играчака и Ендијева омиљена играчка - шаље војнике, на челу са наредником, да шпијунирају забаву и извештавају о резултатима поклона осталим играчкама преко монитора за бебе. Играчке се ослобађају страха након завршетка рођендана, а ниједна од њих не бива замењена новом играчком, осим Вудија ког на месту главне играчке замењује поклон Ендијеве мајке, Баз Светлосни, играчка која је убеђена да је прави свемирски ренџер.
Баз импресионира друге играчке својим разним карактеристикама, и Енди почиње да га фаворизује, чинећи да се Вуди осећа напуштеним и застарелим, у поређењу са новијим, елегантнијим и напреднијим Базом Светлосним. Док се Енди припрема за породични излет на Пица Планету, његова мајка му допушта да понесе једну играчку. Бојећи се да ће Енди изабрати База, Вуди покушава да га одгурне са стола, али га случајно избацује кроз прозор. Друге играчке, осим Бо Пип и Слинкија, буне се против Вудија, мислећи да се отарасио База из љубоморе. Пре освете других играчака, Енди узима Вудија и одлази у Пица Планет. Када се породица зауставља како би наточили гориво, Вуди открива да је Баз ушао у кола пре њиховог поласка. Њих двојца такође излазе из аутомобила и боре се, након чега остају остављени на пумпи, јер Ендијева породица одлази, не примећујући да Вудија нема у колима. Вуди и Баз успевају да стигну до ресторана тако што улазе у аутомобил за доставу пице. Баз, још увек мислећи да је прави свемирски ренџер, упркос Вудијевим покушајима да га убеди у супротно, доводи их до застоја у машинској игри, дизалици, где их осваја Ендијев комшија који злоставља играчке, Сид Филипс.
Док Вуди покушава да побегне из Сидове куће, Баз, коначно схватајући да је играчка након што је угледао ТВ рекламу за База Светлосног и неуспешно покушао да пролети кроз прозор, постаје потиштен. Сид планира да лансира База ракетним ватрометом, али његови планови се одлажу због олује. Вуди говори Базу о радости коју може да донесе Ендију као играчку, враћајући му наду. Следећег дана, Вуди и Сидове играчке, које је Сид реконструисао у необичне играчке чудовишног изгледа, спашавају База непосредно након што је Сид покушао да лансира ракету, и плаше Сида забранивши му да злоставља играчке, а он трчи у своју кућу вриштећи од страха. Вуди и Баз одлазе из Сидовог дворишта, кад Енди и његова породица одлазе у нови дом.
Њих двојца покушавају да стигну камион за селидбе, али Сидов пас, Скуд, их угледа и почиње да их јури. Баз остаје иза камиона спашавајући Вудија од Скуда, а Вуди покушава да га спаси са Ендијевим колима са даљинским управљачем (КСДУ). Мислећи да Вуди покушава да се отараси и КСДУ-а, друге играчке га нападају и избацају из камиона. Након што се ослобађају Скуда, Баз и КСДУ, заједно са Вудијем настављају да јуре камион. Када угледају Вудија и База заједно на КСДУ-у, остале играчке схватају своју грешку и покушавају да им помогну да се врате у камион, али КСДУ-ове батерије бивају истрошене, насукавши их. Баз схвата да је Сидова ракета још увек закачена за његова леђа, и они је запаљују, тако да их она великом брзином одводи до камиона. Вуди успева да убаци КСДУ-а у камион пре него што њих двојца на ракети одлићу у ваздух, и Баз раширујући крила, која су уграђена за њега, успева да се ослобађа ракете пре него што експлодира, клизећи са Вудијем према колима, у којим упадају у кутију одмах поред Ендија, тако да их Енди проналази.
На Божић, у њиховој новој кући, Вуди и Баз одржавају још једну извиђачку мисију како би се припремили за долазак нових играчака. Једна од нових играчака бива госпођа Кромпироглава, чије појављивање одушевљава господина Кромпироглавог. Док Вуди у шали пита шта би могао бити гори поклон од База, откривају да је Ендијев нови поклон штене, што обојицу чини нервозним.

## Улоге
| Улога                  | ТВ синх.            | Званична синх.              |
| ---------------------- | ------------------- | --------------------------- |
| Вуди                   | Синиша Убовић       | Гордан Кичић                |
| Баз Светлосни          | Бојан Жировић       | Драгољуб Љубичић            |
| Слинки                 | Милош Ђуричић       | Бранко Јеринић              |
| Господин Кромпироглави | Марко Марковић      | Бранислав Платиша           |
| Хем                    | Марко Марковић      | Дубравко Јовановић          |
| Рекс                   | Милан Антонић       | Лазар Дубовац               |
| Бо Пип                 | Мариана Аранђеловић | Јелена Хелц                 |
| Наредник               | Срђан Јовановић     | Предраг Ђорђевић            |
| Енди                   | Срђан Јовановић     | Никола Тодоровић            |
| Сид                    | Срђан Јовановић     | Огњен Карамарковић          |
| Ванземаљци             | Милан Антонић       | Марија Дакић                |
| Гђа Дејвис             | Јелена Стојиљковић  | Андријана Оливерић          |
| Хана                   | Јелена Стојиљковић  | Ана Поповић                 |
| Рањени војник          | Милан Антонић       | Милан Антонић               |
| Сидова мама            | Мариана Аранђеловић |                             |
| ТВ најављивач          |                     | Синиша Убовић               |
| Лени                   |                     | Милан Антонић               |
| Ајкула                 |                     | Марко Марковић              |
| Господин Спел          |                     | Ратомир Кутлешић            |
| Песме                  | нису синхронизоване | Дејан Цукић Жика Миленковић |